# Barrocas
Barrocas is een gemeente in de Braziliaanse deelstaat Bahia. De gemeente telt 13.868 inwoners (schatting 2009).

## Aangrenzende gemeenten
De gemeente grenst aan Araci, Conceição do Coité, Serrinha en Teofilândia.